# Kelso Abbey
Kelso Abbey, Opactwo Kelso to zachowane ruiny opactwa, położone w miejscowości Kelso w Szkocji.
Około 1113 r. król Dawid I Szkocki zaprosił benedyktyńskich mnichów z opactwa Tiron w północnej Francji do założenia klasztoru w Selkirk. Do 1128 r. mnisi przenieśli się do Kelso, w pobliżu nowego zamku Davida w Roxburgh za rzeką Tweed.
W 1460 r. młody Jakub III został koronowany w opactwie Kelso, po śmierci ojca Jakuba II podczas oblężenia pobliskiego miasta Roxburgh. Podobnie jak opactwa Jedburgh i Melrose, bliskie położenie Kelso przy granicy z Anglią narażała opactwo na ataki, szczególnie od 1296 r. Do 1500 r. opactwo mocno ucierpiało z powodu powtarzających się najazdów angielskich. Ostatni atak nastąpił w 1545 r. i spowodował zniszczenie wszystkich budynków opactwa, z wyjątkiem fragmentu kościoła opactwa, który przetrwał do dziś. Pozostał on w użyciu jako kościół parafialny do czasu wybudowania nowego kościoła w pobliżu w latach 1771–3.
Kościół opactwa Kelso jest jednym z najbardziej spektakularnych przykładów architektury romańskiej w Szkocji. Zachowane pozostałości kościoła obejmują część nawy głównej, zachodni transept, połowę wielkiego frontonu zachodniego i przesionek na zachodnim krańcu. Wieża zachodnia była prawdopodobnie pierwowzorem dla innych, podobnych wież zbudowanych pod koniec XIV wieku. Wieże w tym stylu można zobaczyć w katedrze w Glasgow i opactwie Jedburgh.